# Cetopsorhamdia iheringi
Cetopsorhamdia iheringi é uma espécie de peixe da família dos heptaptèrids e da ordem dos siluriformes. Os machos podem alcançar 10,6 cm de comprimento.
É um peixe de água doce e de clima tropical, encontrado na América do Sul, mais especificamente, nas bacias dos rios Paraná e São Francisco, no Brasil.